# المجزع (بدبدة)

تعديل مصدري - تعديل

المجزع هي إحدى قرى عزلة المجزع بمديرية بدبدة التابعة لمحافظة مأرب، بلغ تعداد سكانها 341 نسمة حسب تعداد اليمن لعام 2004.